# Centralna Synagoga Jeszurun w Gederze
Centralna Synagoga Jeszurun w Gederze (hebr. בית הכנסת המרכזי ישורון) – synagoga znajdująca się w Gederze, w centralnym Izraelu na ulicy Biluim.
W 1884 roku do Gedery przybyli pierwsi żydowscy osadnicy, którzy opuścili Rosję po fali pogromów. Początkowo gromadzili się na modlitwy w jednym z domów. Wkrótce, w 1912 wznieśli murowaną synagogę, która jest czynna do dziś.